# Karlo Belak
Karlo Belak (* 22. April 1991 in Zagreb) ist ein kroatischer Fußballspieler.

## Karriere
Belak begann seine Karriere beim NK Vrapče Zagreb. Zur Saison 2011/12 wechselte er zum Zweitligisten NK Rudeš, für den er in zwei Spielzeiten zu 46 Einsätzen in der 2. HNL kam und dabei sieben Tore erzielte. Zur Saison 2013/14 schloss er sich dem Ligakonkurrenten NK Lučko Zagreb an. Für Lučko absolvierte er 17 Zweitligapartien.
Im Februar 2014 wechselte er nach Moldawien zum Erstligisten FC Milsami. Sein Debüt für Milsami in der Divizia Națională gab er im März 2014, als er am 20. Spieltag der Saison 2013/14 gegen den FC Dacia Chișinău in der Startelf stand. Im Mai 2014 erzielte er bei einem 6:1-Sieg gegen den Dinamo-Auto Tiraspol sein erstes Tor in der höchsten moldawischen Spielklasse. In der Saison 2013/14 kam er zu neun Einsätzen. In der Saison 2014/15 absolvierte er 20 Spiele in der Divizia Națională und wurde am Saisonende mit Milsami Meister. Daraufhin nahm er in der folgenden Spielzeit mit dem Verein an der Qualifikation zur UEFA Champions League teil: In der zweiten Runde besiegte man Ludogorez Rasgrad, ehe man in der dritten Runde am KF Skënderbeu Korça scheiterte. Daraufhin stieg man in das Playoff zur UEFA Europa League um, in dem man allerdings der AS Saint-Étienne unterlag. Belak kam in allen sechs Qualispielen zum Einsatz.
Nach drei Jahren in Moldawien verließ er Milsami im Januar 2017 nach 41 Ligaeinsätzen. Nach rund einem halben Jahr ohne Verein kehrte er im August 2017 zu Lučko Zagreb zurück, für das er zu weiteren 20 Einsätzen kam. Im Februar 2019 kehrte er zum Drittligisten Vrapče Zagreb zurück. Zur Saison 2019/20 wechselte Belak nach Österreich zum viertklassigen SC Fürstenfeld.

## Erfolge
FC Milsami
- Moldawischer Meister: 2014/15